# Endlicheria acuminata
Endlicheria acuminata är en lagerväxtart som beskrevs av André Joseph Guillaume Henri Kostermans. Endlicheria acuminata ingår i släktet Endlicheria och familjen lagerväxter. Inga underarter finns listade i Catalogue of Life.